# (6074) Bechtereva
(6074) Bechtereva es un asteroide perteneciente al cinturón de asteroides, región del sistema solar que se encuentra entre las órbitas de Marte y Júpiter, más concretamente a la familia de Herta descubierto el 24 de agosto de 1968 por Tamara Mijáilovna Smirnova desde el Observatorio Astrofísico de Crimea (República de Crimea).

## Designación y nombre
Designado provisionalmente como 1968 QE. Fue nombrado Bechtereva en homenaje a Natalia Petrovna Bechtereva, destacada neurofisióloga, directora del Instituto de Medicina Experimental en San Petersburgo durante muchos años y fundadora del Instituto del Cerebro Humano de la Academia de Ciencias de Rusia. Sentó las bases para la investigación básica en la fisiología de cerebros humanos sanos y enfermos. También descubrió los mecanismos cerebrales que optimizan los procesos cognitivos: el detector de errores. Asimismo desarrolló la teoría del estado patológico estable del cerebro como fondo de adaptación para muchas enfermedades crónicas, abriendo nuevas oportunidades para su tratamiento.

## Características orbitales
Bechtereva está situado a una distancia media del Sol de 2,390 ua, pudiendo alejarse hasta 2,911 ua y acercarse hasta 1,870 ua. Su excentricidad es 0,217 y la inclinación orbital 1,570 grados. Emplea 1350,30 días en completar una órbita alrededor del Sol.

## Características físicas
La magnitud absoluta de Bechtereva es 13,6. Tiene 5,903 km de diámetro y su albedo se estima en 0,221. 